# Fibla carpenteri
Fibla carpenteri és una espècie extinta de rafidiòpter del gènere Inocelliidae Fibla. F. carpenteri és nomenat en honor del paleoentomòleg Dr Frank Carpenter, pel seu vast coneixement i interès pels rafidiòpters.
L'espècie es coneix a partir d'un sol exemplar, l'holotip, dipositat a la Universitat Harvard, Museu de Zoologia Comparada com a espècimen #9999. El doctor Michael S. Engel va estudiar i descriure per primer cop l'espècie després de trobar l'espècimen a les col·leccions de Harvard. Va publicar el seu tipus nomenclatural a la revista Psyche volum 102 publicada el 1995. Bastant ben conservada a l'ambre bàltic de l'eocè, l'individu femení té una ala anterior esquinçada que manca la porció distal, les antenes parcials i l'oviscapte tallat i falta la punta. També hi ha una sèrie de petites zones amb "floridures", un tipus de floridura blanca de vegades present en els artròpodes d'ambre. Amb una llargada total, sense incloure l'oviscapte ni les antenes, de poc més de 18 mil·límetres, Fibla carpenteri és l'espècie més gran de rafidiòpter d'ambre i l'espècie més gran del gènere. En conjunt, la femella no mostra cap marcatge de color clar i era de color marró fosc a negre força uniforme. Les ales són hialines amb coloració marró de l'estructura venosa i són lleugerament fuscoses a la base. El Pterostigma també és de color marró.
F. carpenteri és una de les quatre Fibla extingides conegudes pel registre fòssil. Juntament amb F. erigena, F. carpenteri és un dels dos coneguts pels dipòsits d'ambre bàltic, mentre que F. cerdanica és del Miocè d'Espanya i F. exusta és de l'Eocè de la formació Florissant, Colorado.